# أكوش سزاركا
أكوش سزاركا هو لاعب كرة قدم سلوفاكي في مركز الهجوم، ولد في 24 نوفمبر 1990 في Malé Dvorníky ‏ في سلوفاكيا. شارك مع منتخب سلوفاكيا تحت 21 سنة لكرة القدم ومنتخب سلوفاكيا لكرة القدم. أما مع النوادي، فقد لعب مع نادي بيترزالكا ونادي داك 1904 دونيسكا ستريدا ونادي سلوفان براتيسلافا.

## وصلات خارجية
- أكوش سزاركا على موقع قاعدة بيانات كرة القدم.إي يو (الإنجليزية)
- أكوش سزاركا على موقع Soccerway.com (الإنجليزية)